# ツェンダップ・フォルクスアウト

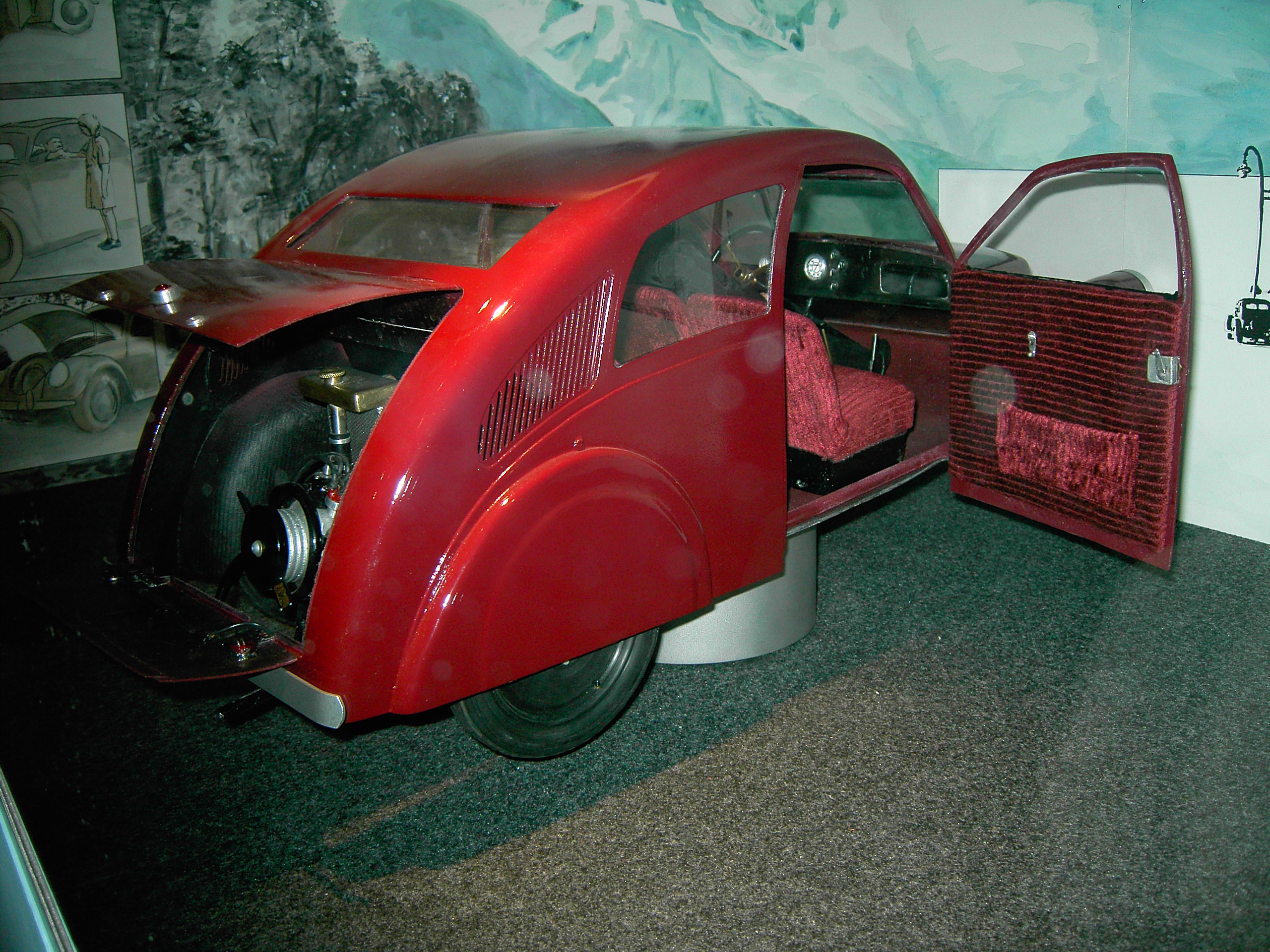
ツェンダップ・フォルクスアウト

フォルクスアウト（Vorksauto ）は、ポルシェがツェンダップのために製作した試作車である。
ツェンダップの工場所有者で枢密顧問官であったノイマイアーは1925年から小型車開発の発想を抱いており、「フォルクスアウト」と名付けてオートバイ生産と並行して実現させようと考え、イギリスから研究のために小型車を取り寄せたり、ミュンヘン郊外で工場用地の取得交渉をしたりしていたが、これは実現されなかった。
1931年、ツェンダップはオートバイ事業が不振に陥り、小型車の生産に乗り出すことにした。しかし社内には経験のある技術者がいなかったため、1931年春に設計をポルシェに依頼した。
ポルシェは水平対向4気筒の空冷エンジンを推奨したが、ツェンダップの意向で1リットル5気筒25PSの水冷星型エンジンを搭載している点以外はセントラル・バックボーン・フレームのシャシ、トランスバース・リーフスプリングを用いた四輪独立懸架サスペンション、後車軸のすぐ後ろにエンジンを積みすぐ前にトランスミッションを積むなど、後のフォルクスワーゲン・タイプ1の原型の一つである。
ポルシェは1931年12月から設計図を描き始めて1932年4月に設計を完了、1932年中に試作車を3台完成させて厳しい走行テストを経、量産体制への移行直前まで漕ぎ着けたが、1933年にツェンダップのオートバイ生産が軌道に乗り始めたこと、小型車の開発生産費用がツェンダップの想定を遥かに越えたことから量産はされなかった。ツェンダップは研究開発とテスト費用としてポルシェに少なくとも8万5000マルクを支払った。
フェルディナント・ポルシェはこの試作を通じて「小型車は大型車の縮小ではなくそれなりに最も適したメカニズムとスタイルが追求されなければならない」という結論に至った。
この試作車のうち1台は残されていたが1944年のシュトゥットガルト空襲で車庫ともども破壊されてしまった。